# Жуков Борис Володимирович
Борис Володимирович Жу́ков (нар. 21 березня 1921, Левандалівка — пом. 22 червня 1974, Харків) — український радянський художник; член Харківської організації Спілки радянських художників України з 1951 року.

## Біографія
Народився 21 березня 1921 року в селі Левандалівці (нині Харківська область, Україна). Упродовж 1934—1939 років навчався у Харківському художньому училищі; у 1939—1940 роках — у Харківському художньому інституті. Брав участь у німецько-радянській війні. Нагороджений орденами Червоної Зірки, Вітчизняної війни II ступеня. Член ВКП(б) з 1943 року. У 1946—1950 роках продовжив навчання у Харківському художньому інституті. Був учнем Михайла Дерегуса, Леоніда Чернова.
Жив у Харкові в будинку на вулиці Отакара Яроша, № 21 а, квартира № 14. Помер у Харкові 22 червня 1974 року.

## Творчість
Працював переважно у галузі станкового живопису, створював тематичні картини, пейзажі. Серед робіт:
- «В ім'я миру» (1950, у співавторстві);
- «Вогні комунізму» (1951, у співавторстві);
- «Біля доменного цеху» (1952, у співавторстві);
- серія пейзажів — «Крим» (1955—1956):
  - «Дорога до Артека» (1956);
- «У поході» (1957);
- «Друзі» (1957);
- «Місто слави — Севастополь» (1960);
- «Новий Харків. Проспект Леніна будується» (1960);
- «Вогні Шевченківської ГЕС» (1961—1963);
- «Велогонщики» (1968);
- «Крізь млу» (1969);
- «Ріка Осетр» (1972);

автолітографії
- «Чіатура. Будиночок, де проходило засідання РСДРП» (1953);
- «Вулиця у Горі» (1954);
- «Пам'ятник загиблим кораблям у Севастополі» (1955).

Брав участь у республіканських виставках з 1944 року (перша виставка відбулася у Новоросійську), всесоюзних та зарубіжних — з 1950 року (зокрема у Польщі і НДР). Персональна виставка відбулася у Харкові у 1957 році.